# Des chevaux de couleur variée sont un témoignage de richesse en talents
Des chevaux de couleur variée sont un témoignage de richesse en talents (Yunji chengcai) est une peinture sur soie de chevaux réalistes, à l'encre et en couleur, réalisée par le missionnaire jésuite milanais Giuseppe Castiglione (Lang Shinin) durant son séjour à la cour impériale chinoise. Cette scène représente huit chevaux dans un paysage vallonné, surplombé d'un saule mort sur la droite. L'empereur Qing Gaozong lui attribue son titre, mais c'est l'empereur Qianlong qui en a revendiqué le premier la propriété. Cette peinture est désormais conservée au musée national du Palais, à Taïwan.

## Contexte
La date de réalisation de Des chevaux de couleur variée sont un témoignage de richesse en talents est inconnue, mais son style, imprégné des influences occidentales de Castiglione, laisse à penser qu'elle a été peinte peu de temps après son arrivée à la cour chinoise en 1715, sous le règne de l'empereur Yongzheng (1723-1735).

## Description

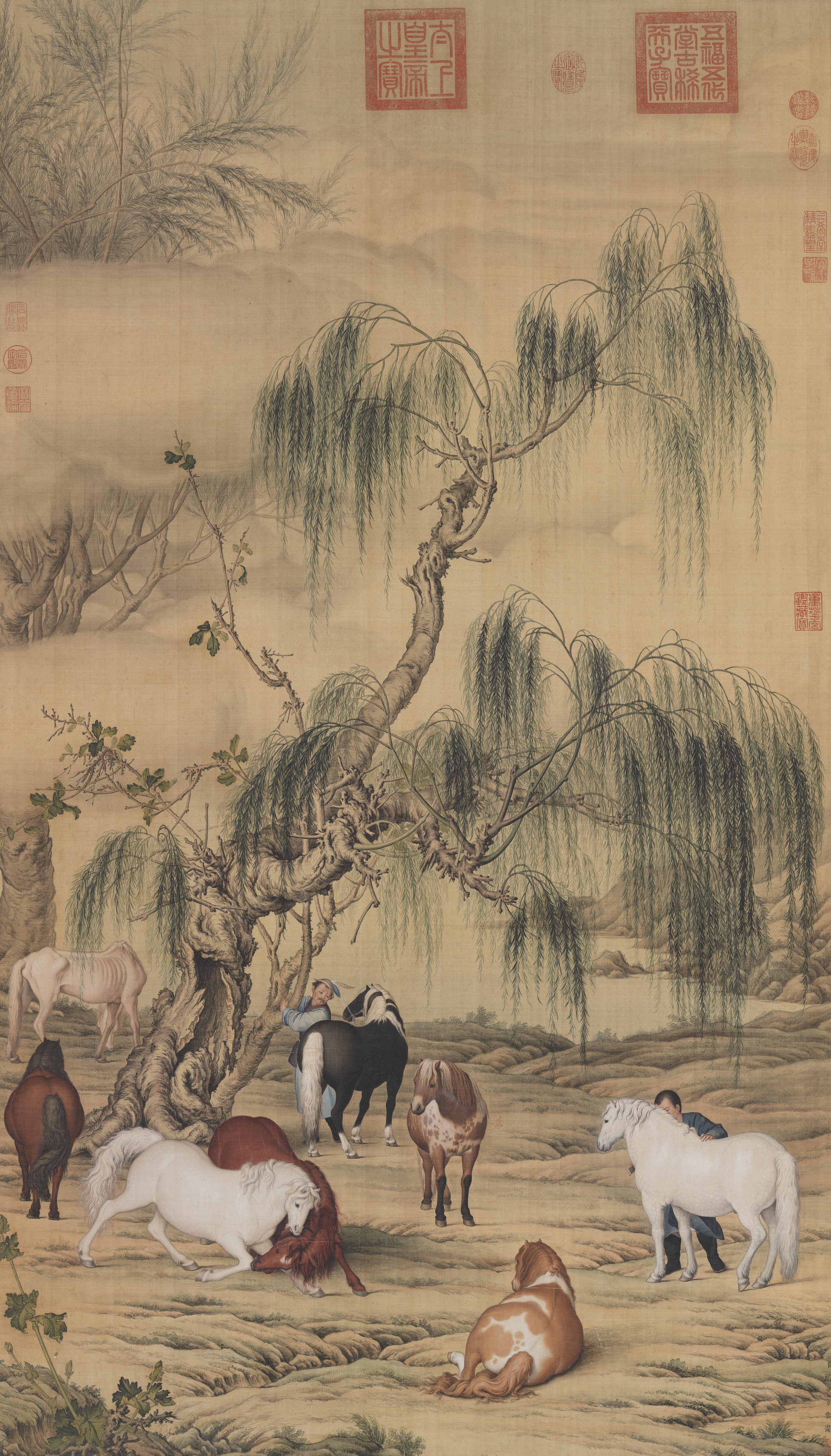
Les Huit coursiers, peinture proche de Des chevaux de couleur variée sont un témoignage de richesse en talents

Des chevaux de couleur variée sont un témoignage de richesse en talents est une peinture à l'encre rehaussée de couleurs, réalisée sur un rouleau vertical de soie,. Ses dimensions sont de 59 sur 35,4 cm,.
Cette peinture est très proche d'une autre peinture de Castiglione, Huit coursiers, datée de la même époque. Elle comporte aussi huit chevaux nus dans des positions variées, à la différence de l'emplacement du saule mort, qui se trouve à droite de la peinture. Il n'est pas fait appel aux techniques d'ombrage, pourtant connues de Castiglione. La peinture porte un titre en quatre caractères, attribué par l'empereur Gaozong, Yunji chengcai, se traduisant par « Des chevaux de couleur variée sont un témoignage de richesse en talents ». 
Castiglione a signé la peinture avec son sceau, indiquant en sinogrammes « Le sujet Lang Shining a peint respectueusement ».

## Parcours de la peinture
La peinture porte le sceau de l'empereur Qianlong de la dynastie Qing, qui a signé « Du pinceau de l'empereur Qianlong », s'appropriant ainsi l'oeuvre. Elle est désormais conservée au musée national du Palais, à Taïwan.